# (12414) Буре
(12414) Буре (лат. Bure) — типичный астероид главного пояса, открыт 26 сентября 1995 года российским астрономом-любителем Тимуром Крячко на расположенной близ станицы Зеленчукской СКАС КФУ и 26 июля 2000 года назван в честь советского и российского хоккеиста Павла Буре.

## Обнаружение и именование
(12414) Буре
Открыт 26 сентября 1995 года на станции Зеленчукская обсерватории Энгельгардта Т. В. Крячко.
Павел Буре (р. 1971) — выдающийся русский спортсмен, чемпион мира по хоккею и звезда Национальной хоккейной лиги. Его называют “русской ракетой”. Это название также в честь всей династии Буре, известной в России.
Оригинальный текст (англ.)12414 Bure
Discovered 1995 Sept. 26 by T. V. Kryachko at the Zelenchukskaya Station of the Engelhardt Observatory.
Pavel Bure (b. 1971) is an outstanding Russian sportsman, a world hockey champion and star of the National Hockey League. He is called the “Russian rocket”. The name also honors all the Bure dynasty known in Russia.
Источники: 20000726/MPCPages.arc; M.P.C. 41032.

## Орбита

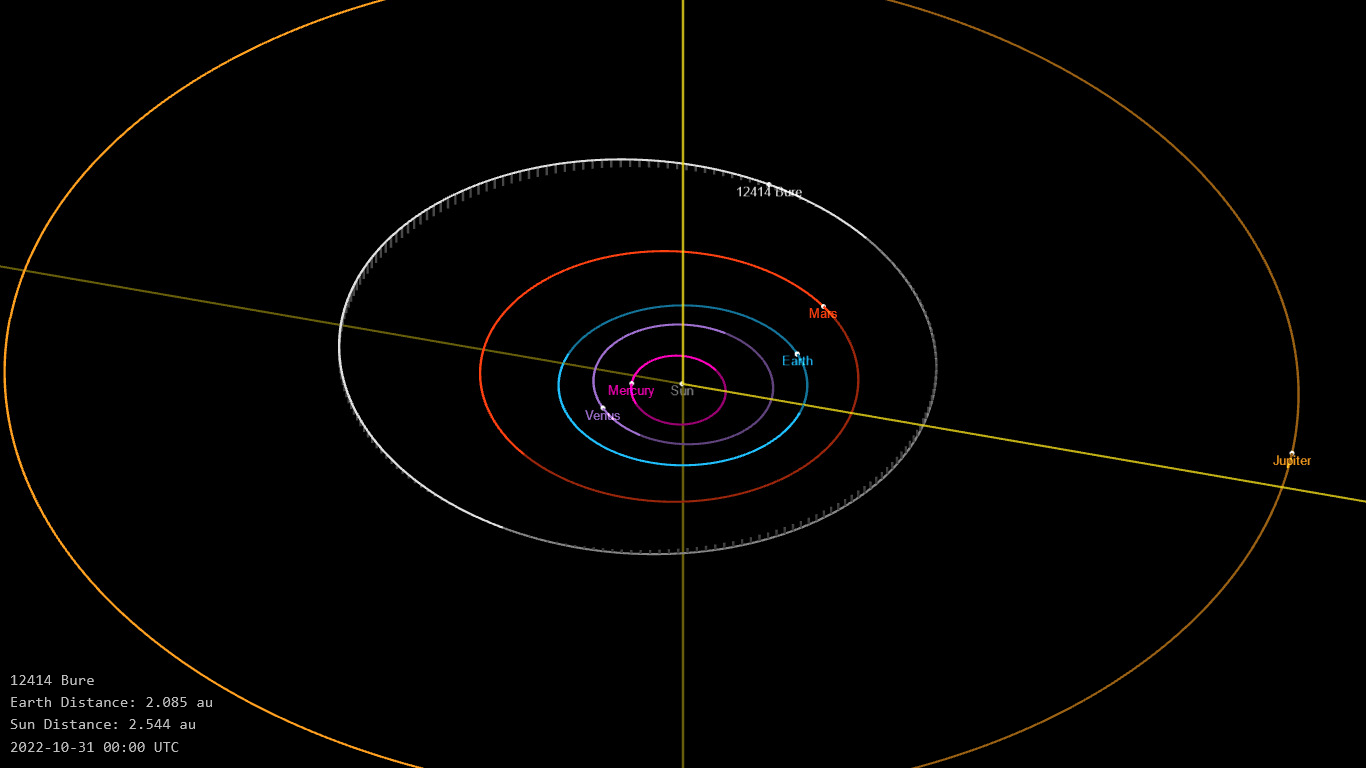
Орбита астероида Буре и его положение в Солнечной системе

## Физические характеристики
Астероид относится к таксономическому классу S.
По результатам наблюдений в видимом и ближнем инфракрасном диапазоне космического телескопа NEOWISE диаметр астероида оценивается равным 3,135±0,079 км. Согласно тем же источникам альбедо оценивается как 0,2849±0,0722 и 0,285±0,072.